# Paul von Jankó

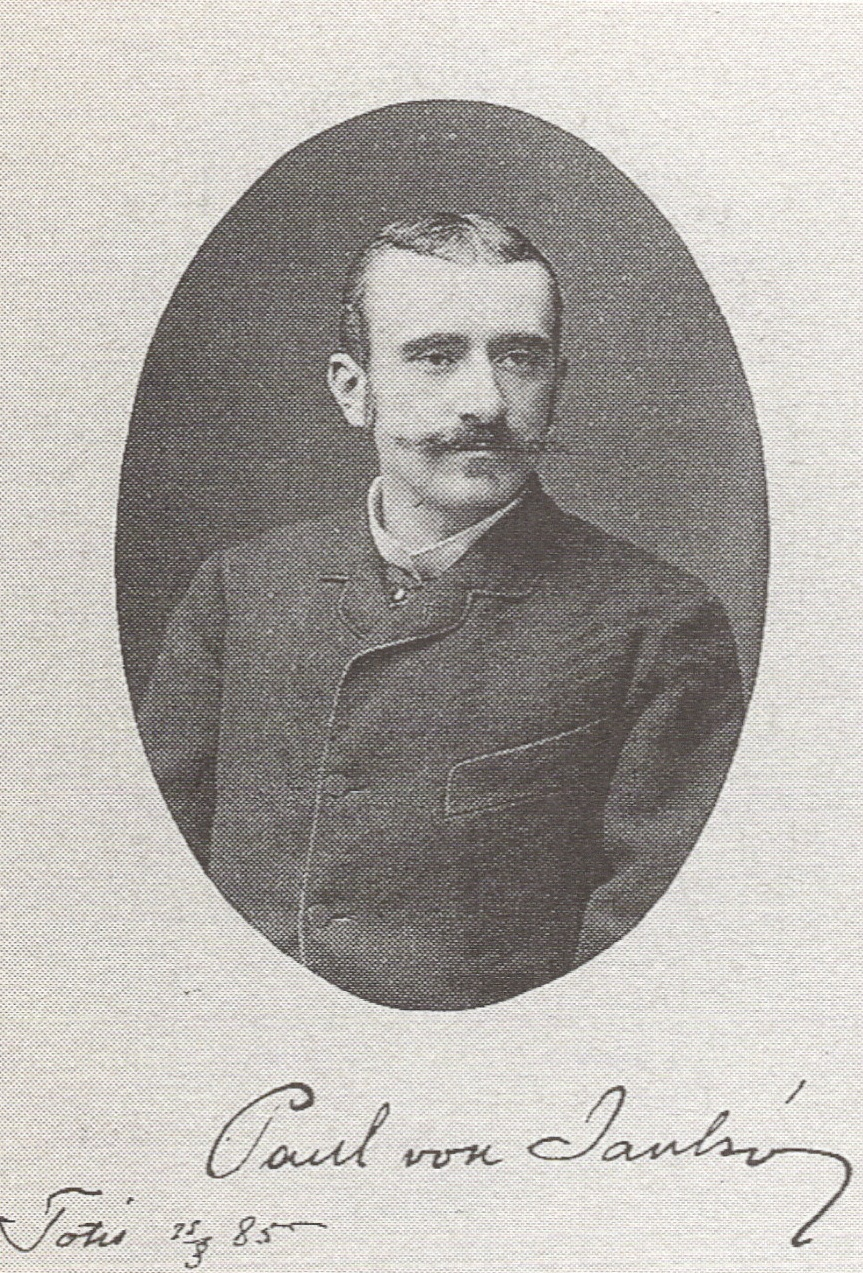
Paul von Janko (Album fotograficzny dla Weierstrass 2 34)

Paul von Jankó (ur. 2 czerwca 1856 w Tacie, zm. 17 marca 1919 w Konstantynopolu) – węgierski pianista, inżynier i wynalazca.
Studiował matematykę i muzykę w Wiedniu, gdzie był uczniem H. Schmitta, F. Krenna i Antona Brucknera. Potem przeniósł się do Berlina, gdzie w latach 1881–1882 studiował matematykę i pianistykę.
W 1882 roku Janko opatentował klawiaturę fortepianową, składającą się z sześciu wąskich rzędów klawiszy. Przy konstruowaniu wynalazku korzystał z wcześniejszych projektów Conrada Henflinga (1708), Johanna Rohledera (1791) i Williama Lunna (1843). Od 1886 dawał koncerty używając fortepianu z taką właśnie klawiaturą. Zainteresowali się nią także inni pianiści, między innymi jego uczennica, Norweżka Tekla Nathan Bjerke (zagrała na takim  fortepianie wiele koncertów).
Ideą klawiatury Jankó było ułatwienie grania tych partii utworów, które wymagają dużej rozpiętości dłoni. Jego wynalazek nie zdobył jednak popularności – ponieważ trudno jest się od nowa nauczyć palcowania.